# ناتاشا بوروفسكي
ناتاشا بوروفسكي (بالإنجليزية: Natasha Borovsky)‏ (5 أغسطس 1924 - 31 مايو 2012)؛ شاعرة، كاتِبة وروائية أمريكية. درست في كلية سارة لورانس.

## الجوائز
- الجوائز الأميركية للكتاب